# Ravnice (Veliko Trgovišće)
Ravnice est un village de la municipalité de Veliko Trgovišće (comitat de Krapina-Zagorje) en Croatie. Au recensement de 2011, le village comptait 316 habitants.